# Trolleybus de Pékin
Le trolleybus de Pékin est un des réseaux de transports en commun de la ville de Pékin, en Chine.